# جوردن ليفين
جوردن ليفين (بالإنجليزية: Jordan Levine)‏ هو لاعب اللاكروس أمريكي، ولد في 30 يونيو 1986.